# Олександр Балабан
Олекса́ндр Балаба́н гербу Корчак (пом. 1637) — військовик та урядник Речі Посполитої, доброчинець православних монастирів. Походив із галицької православної родини Балабанів. Небіж Гедеона Балабана. Сестринець гетьмана Станіслава Жолкевського.

## Біографія
Третій син Василя Балабана та його дружини з Жолкевських.
Змолоду брав участь у військових сутичках частин під командуванням Станіслава Жолкевського (Яновець, 1606; проти татар, козаків у 1615, 1617, 1619 роках та інші); значну частину життя провів у походах.
1610 р. під час боротьби за московський престол був посланий коронним гетьманом Станіславом Жолкевським до московських бояр запевнити про недоторканість православ'я у випадку обрання царем королевича Владислава Вази. Як керівник кварцяного війська відправив загін під командуванням Яна Одживольського (близько 1618 року) на терени татарські: він із загоном дійшов, громлячи ординців, до Чорного моря між Білгородом та Очаковом. В 1619 (комісія раставицька), 1625 роках — комісар для укладення миру з козаками. Неодноразовий посол на сейми Речі Посполитої.
1620 р. брав участь в битві біля Цецори, був серед найближчого оточення гетьмана С. Жолкевського; поранений, потрапив у татарський полон — бранець Кантемира-Мурзи — разом з сином гетьмана Яном. Відправився сам додому за грішми для викупу за себе та Яна Жолкевського (10 000 злотих), потім повернувся додому. За заслуги перед Річчю Посполитою рішенням сейму йому було виділено 10000 злотих з коронної скарбниці для повернення грошей, витрачених на викуп з неволі.
Полянецький каштелян Ян Скотніцький був вбитий людьми О. Балабана в околицях Рогатина у 1621 році.
1623 р. посол Сейму; став комісаром щодо Запорізького війська. В 1622—1633 роках мав процес із Софією Даниловичовою через 40000 злотих, ніби-то витрачених ним на викуп Яна Жолкевського.
Восени 1625 р. у складі війська Республіки Обох Націй брав участь у придушенні козацько-селянського повстання під керівництвом Марка Жмайла. 6 листопада був послом-комісаром Речі Посполитої під час переговорів (разом з Якубом Собеським) з козаками після битва на Куруковому озері; урочисто зустрінуті в полі перед табором 300-ми козаками та супроводі до шатра гетьмана Михайла Дорошенка, прийняли присягу загального козацького кола. Після перемовин уклали Куруківський договір у 1625 році.
1631 (або 1632 р.) за його сприяння було закінчене будівництво нового замку в Теребовлі. 1633 р., за згодою короля Сигізмунда III Вази, передав уряд (посаду) теребовлянського старости сину Юрію.
Був власником Отинії. За його сприяння було закінчене будівництво нового Угорницького Спасо-Преображенського монастиря; затвердив на вічні часи фонди для утримання монахів, призначені його родичем Адамом Балабаном грамотою від 27 листопада 1612 р. До кінця життя був оборонцем православ'я, навіть зі зброєю в руках, вірно служачи інтересам Речі Посполитої.

## Сім'я, діти
Дружина — Варвара (Барбара) з Ярмолинських гербу Корчак, донька Яна (Івана). Віном дружини були, зокрема, Сутківці. Діти:
- Юрій — теребовлянський староста (кілька разів потрапляв у полон)
- Олександр.

За даними о. Каспера Несецького ТІ, сини, потрапивши до Італії, змінили обряд на унійний.

## Посади
Староста вінницький, рогатинський, теребовельський.